# 阿班區

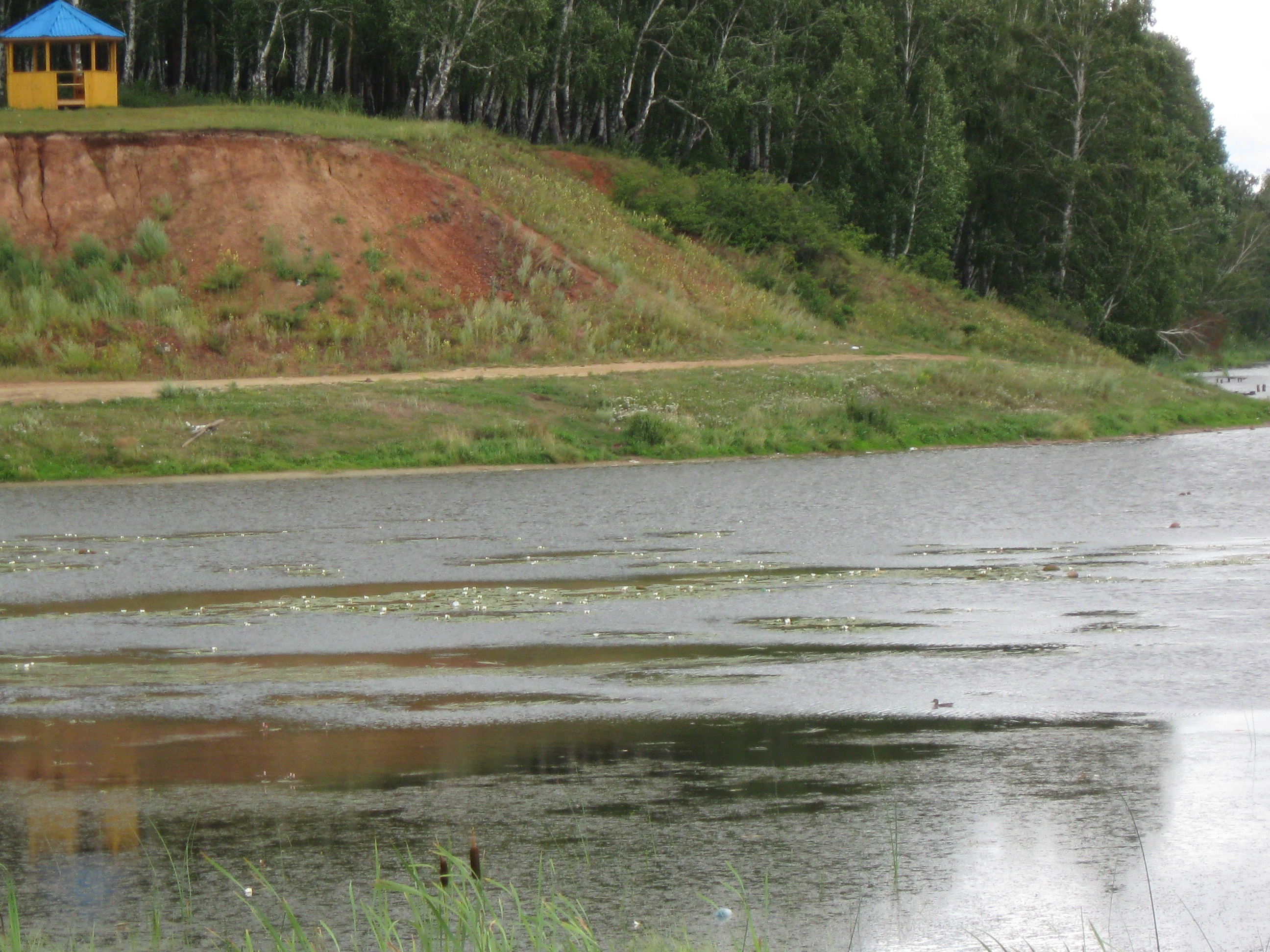

56°N 96°E / 56°N 96°E
阿班區（俄语：Абанский район），是俄羅斯的一個區，位於該國中部，由克拉斯諾亞爾斯克邊疆區負責管轄，始建於1924年4月4日，面積9,512平方公里，2010年人口22,577，人口密度每平方公里2.37人。